# گل‌باغی
گلباغی، روستایی از توابع بخش کلاشی شهرستان جوانرود در استان کرمانشاه ایران است.

## جمعیت
این روستا در  دهستان شروینه قرار دارد و براساس سرشماری عمومی نفوس و مسکن سال ۱۳۸۵، جمعیت آن ۱۴۷ نفر (۳۳ خانوار) بوده‌است.
بخاطر کمی وسعت جغرافیای روستا بعضی از خانوارهای آن به روستاهای کانی گل سفلی و روستای نوئل و بعضی هم در روستای شمشیر مهاجرت کرده که حال آنان هم از لحاظ جعیتی عشیره کوچکی تشکیل داده و بیشتر این خانوارها حال در شهر جوانرود ساکن هستند.